# 卡拉拉
卡拉拉（義大利語：Carrara）是意大利托斯卡纳大区马萨-卡拉拉省的一个城市，以开采白色或蓝灰色大理石著称。该市位于佛罗伦萨西北方100千米。

## 格言
Fortitudo mea in rota （我的力量在车轮中）

## 历史
早在古羅馬時代起就已有人聚居，當時是開採和加工大理石為主。中世紀時代為教會所控制，直到1313年，改為由比薩共和國統治。到十九世紀意大利統一後，開始有鐵路和港口設施，以方便出口大理石和加工製品。
1929年卡拉拉與馬薩、蒙蒂尼奥索等合併為馬薩-卡拉拉省，以馬薩為首府。

## 经济与文化
自古羅馬時代卡拉拉已是大理石開採中心。羅馬的萬神廟和圖拉真柱正是用卡拉拉的大理石建造。為此卡拉拉市甚至成立了相關學院和博物館，以及舉辦大理石技術博覽會。

## 名称
「Carrara」一詞大致是來源於凱爾特語，通過拉丁語翻譯成詞語Carrariae，意即「石礦」。

## 名人
- 吉安路易吉·布冯：著名足球守門員。

## 友好城市
- - 德国因戈尔施塔特
- - 法国格拉斯
- - 波兰奥波莱
- - 塞尔维亚克拉古耶瓦茨
- - 亚美尼亚埃里温
- - 中国云浮
- - 中国大理市

## 圖片

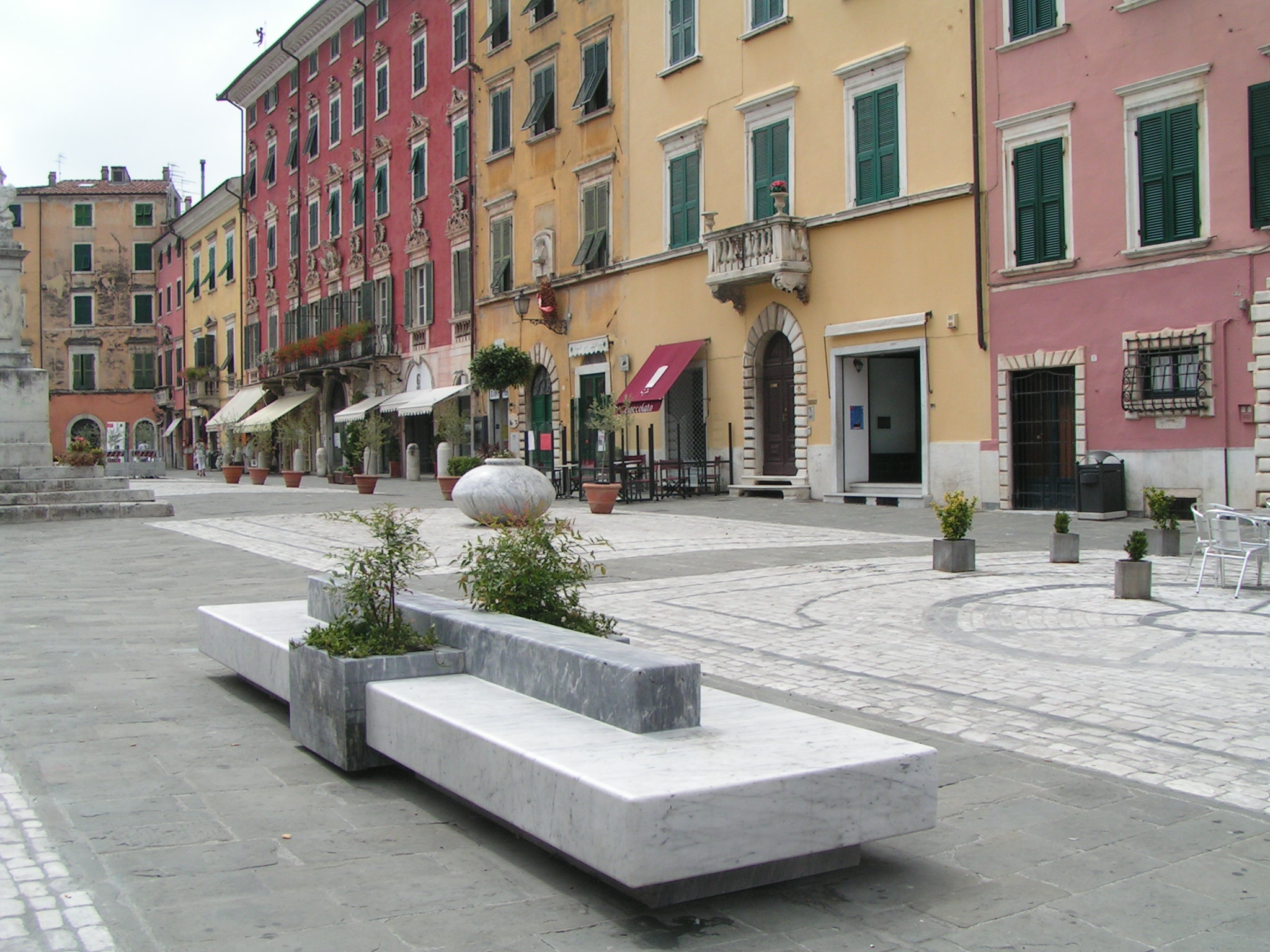
卡拉拉街景
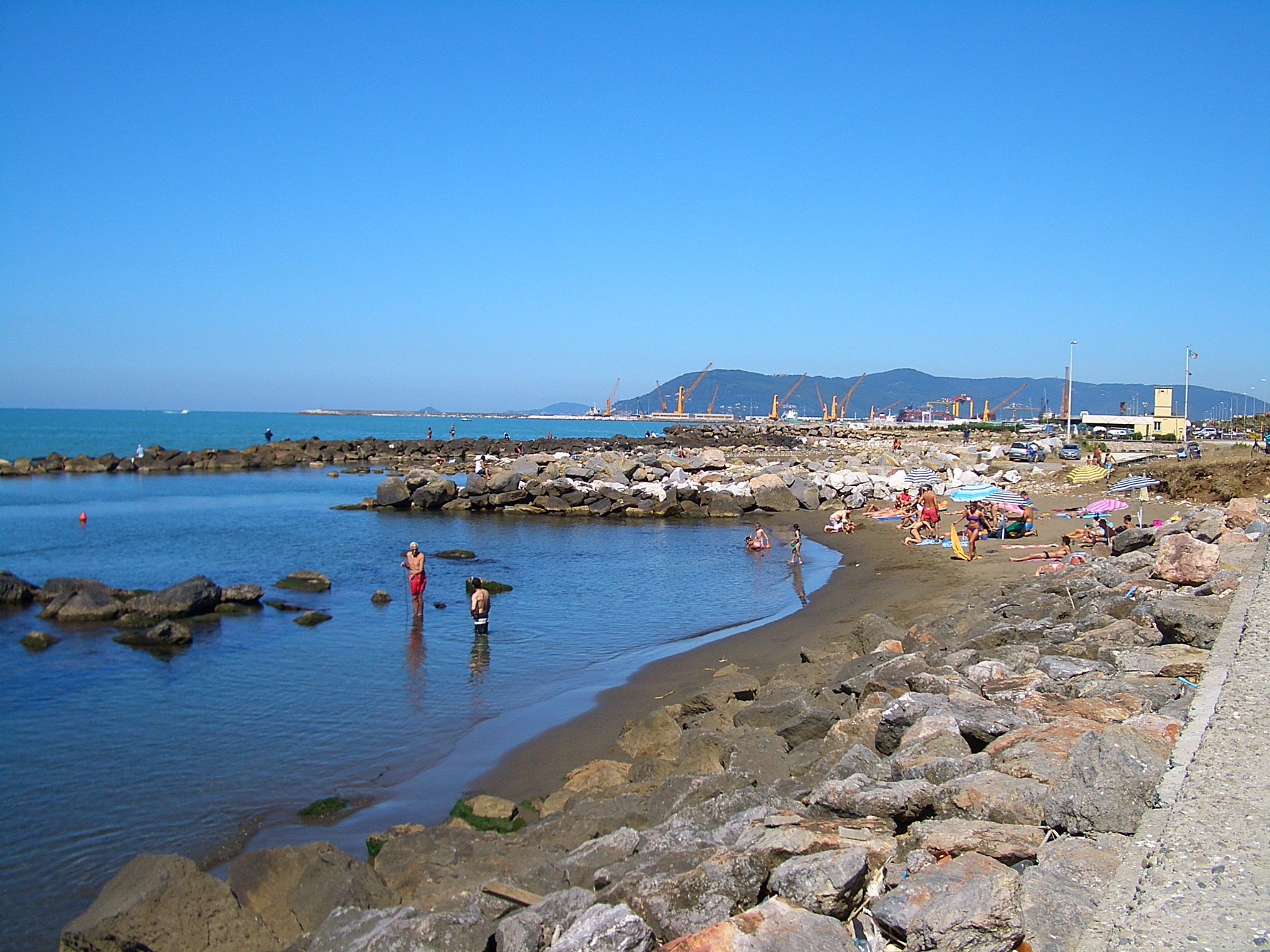
港口和海灘
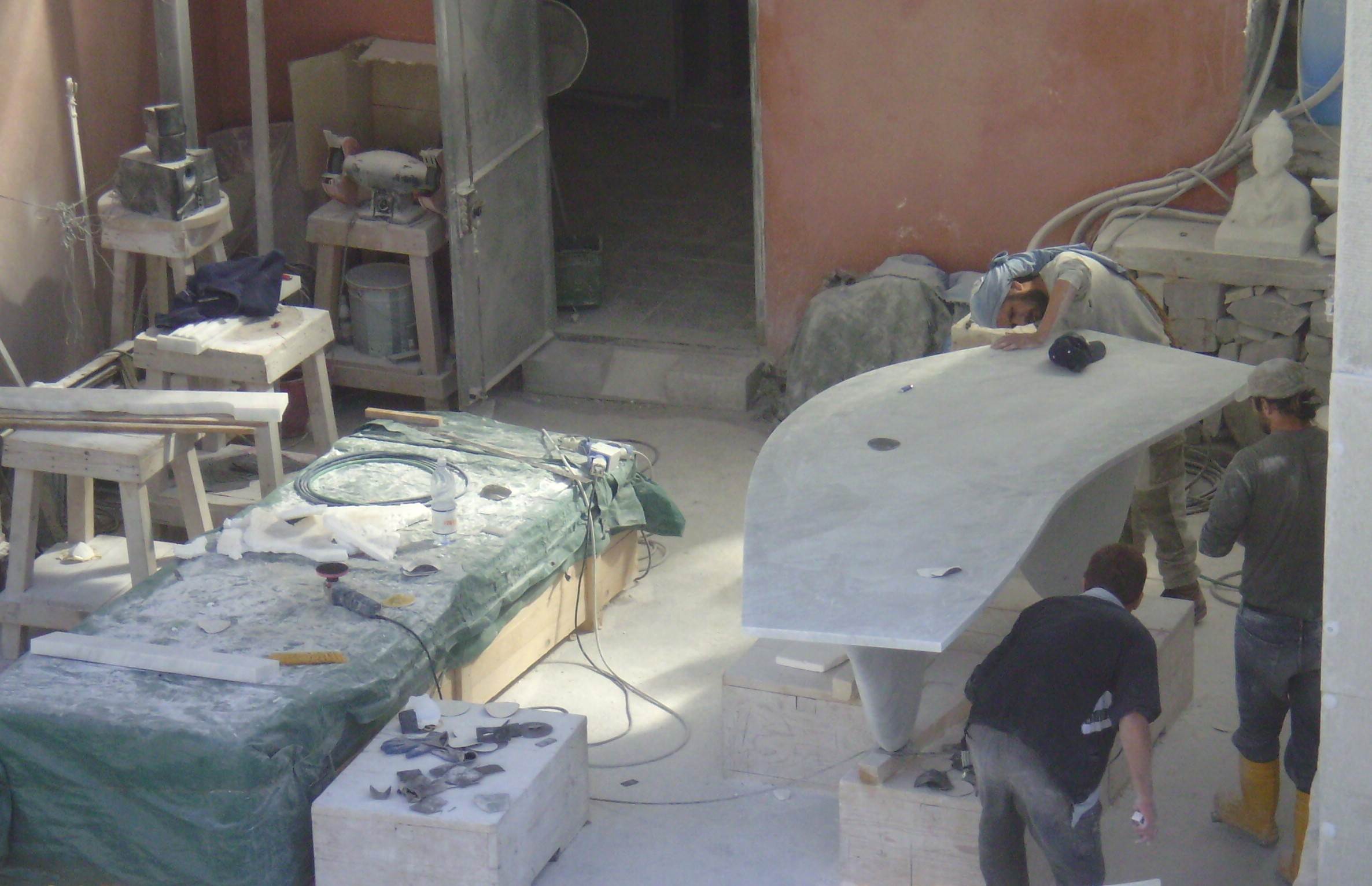
大理石加工場
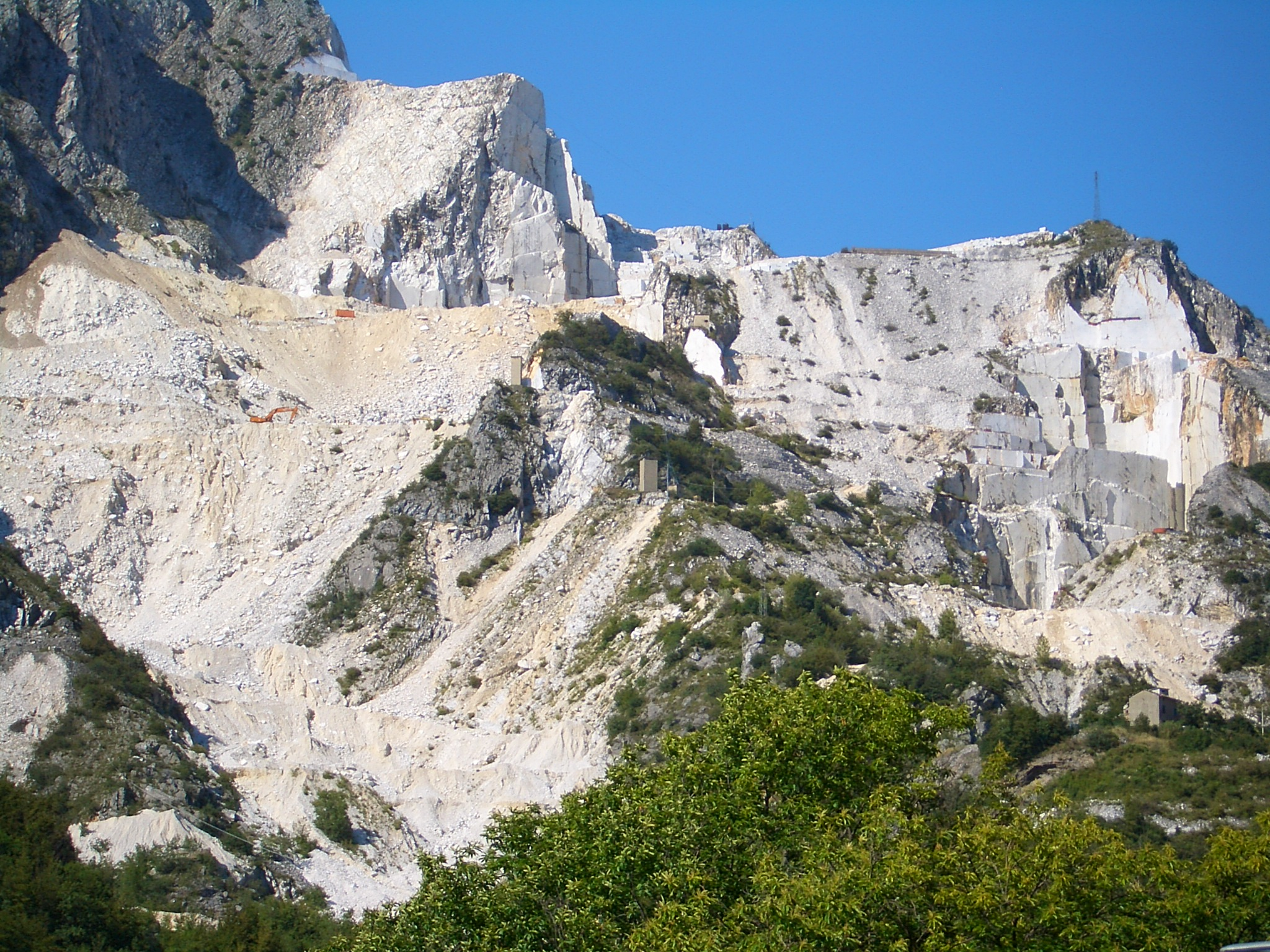
採石場